# Pałac Konstantego Zamoyskiego w Warszawie
Pałac Konstantego Zamoyskiego, także pałac Zamoyskich – neorenesansowy pałac znajdujący się przy ul. Foksal 1/2/4 w Warszawie.

## Historia
Przed powstaniem pałacu nieruchomość była wykorzystywana jako ogród spacerowy stylizowany na londyński Vauxhall. W roku 1870 właścicielem tych terenów stał się Konstanty Zamoyski. 
Pałac został wybudowany w latach 1875–1877 według projektu Leandra Marconiego w stylu neorenesansowym. Składa się z głównego korpusu i prostopadłych dwóch skrzydeł (oficyn) bocznych. Korpus główny jest trzykondygnacyjny, 11-osiowy, a oficyny dwukondygnacyjne, 5-osiowe. Przejście do ulicy oddzielone jest ozdobną bramą.
W 1944 pałac został zdewastowany. Był własnością Zamoyskich do 1945. W roku 1949 przekazano go Stowarzyszeniu Architektów Rzeczypospolitej Polskiej (od 1952 Stowarzyszenie Architektów Polskich) z przeznaczeniem na siedzibę Zarządu Głównego SARP. Mieściła się w nim także siedziba Związku Polskich Artystów Malarzy i Grafików. W latach 1964–1968 wzniesiono pawilon wystawowy o przeszklonej konstrukcji stalowej przylegający od północy do korpusu głównego.
Od 2017 pałac jest również siedzibą Narodowego Instytutu Architektury i Urbanistyki.